# 臧燾
臧燾（353年—422年），字德仁，東莞郡莒县（今山东省莒县）人，南朝政治人物。武敬皇后兄，少好學，善《三禮》，後雖為外戚貴顯，仍自奉簡約。
晉孝武帝太元年間，衛將軍謝安開始建立國學，徐、兗二州刺史謝玄舉薦臧燾為助教。後來顧慮母親年老，家中貧窮，臧燾跟弟弟臧熹一起放棄仕途，以耕種謀生，自己節約而供養雙親十多年。父母去世後，臧燾守喪六年，以居喪過哀而出名。守喪期滿後，被任命為臨沂縣令。
劉裕在家鄉京口起兵討伐桓玄後，臧燾任太學博士，參右將軍何無忌軍事。義熙初年，隨府轉鎮南參軍，不久參劉裕中軍軍事，入補尚書度支郎，改掌祠部，承襲封爵為高陵亭侯。
後來臧燾升為通直郎，復任劉裕鎮軍、車騎、中軍、太尉諮議參軍。劉裕北伐關、洛，大司馬琅邪王一同出征，任命臧燾為大司馬從事中郎，總攬留府之事。義熙十四年（418年），任命為侍中。元熙元年（419年），因腳病離職。
劉裕登基後，召拜臧燾為太常，雖然身為外戚顯貴，然而更加自我約束，住茅屋吃蔬菜，不改變原有的習慣，所得俸祿，與親戚共用。永初三年（422年），臧燾退職，拜光祿大夫，加金章紫綬。同年去世，時年七十歲。少帝追贈他左光祿大夫，加散騎常侍。

## 子孙
- 长子臧邃，护军司马，宜都太守
  - 长子臧谌之，尚书都官郎，乌程令
  - 臧凝之，尚书右丞
    - 臧夤，沈攸之部下征西功曹
    - 臧稜，南齊後軍參軍
      - 臧嚴

  - 臧潭之，左民尚书
    - 臧未甄，南梁江夏太守
      - 臧盾
        - 臧長博
        - 臧仲博

      - 臧厥
        - 臧操

  - 臧澄之，太子左积弩将军
- 少子臧绰，太子中舍人，新安太守
  - 臧焕，武昌太守
- 臧氏，嫁员外散骑侍郎傅邵

## 延伸阅读
[在维基数据编辑]
 《宋書·卷55》，出自沈约《宋书》
 《南史·卷18》，出自李延壽《南史》